# حبيل الجذاب

تعديل مصدري - تعديل

حبيل الجذاب هي إحدى قرى عزلة سباح بمديرية سباح التابعة لمحافظة أبين، بلغ تعداد سكانها 143 نسمة حسب تعداد اليمن لعام 2004.